# Picramnia guianensis
Picramnia guianensis är en tvåhjärtbladig växtart som först beskrevs av Jean Baptiste Christophe Fusée Aublet, och fick sitt nu gällande namn av M.J. Jansen-jacobs. Picramnia guianensis ingår i släktet Picramnia och familjen Picramniaceae. Inga underarter finns listade.